# Marsland Aviation
Marsland Aviation (mã IATA = M7, mã ICAO = MSL) là hãng hàng không có trụ sở ở Khartoum, Sudan. Hãng có căn cứ ở Sân bay quốc tế Khartoum và căn cứ phụ ở Sân bay Juba.

## Lịch sử
Marsland Aviation được thành lập và bắt đầu hoạt động từ năm 2001. Hãng hiện có các tuyến đường quốc nội và 1 tuyến quốc tế tới Kenya.

## Các nơi đến
(Tháng 5/2007)
- Kenya
  - Nairobi (Sân bay quốc tế Jomo Kenyatta)
- Sudan
  - El Daein (Sân bay El Fasher)
  - El Obeid (Sân bay El Obeid)
  - Geneina (Sân bay Geneina)
  - Juba (Sân bay Juba) hub
  - Khartoum (Sân bay quốc tế Khartoum) base
  - Malakal (Sân bay Malakal)
  - Nyala (Sân bay Nyala)
  - Rumbek (Sân bay Rumbek)

## Đội máy bay
(Tháng 5/2007):